# Klosterpark (Braunschweig)

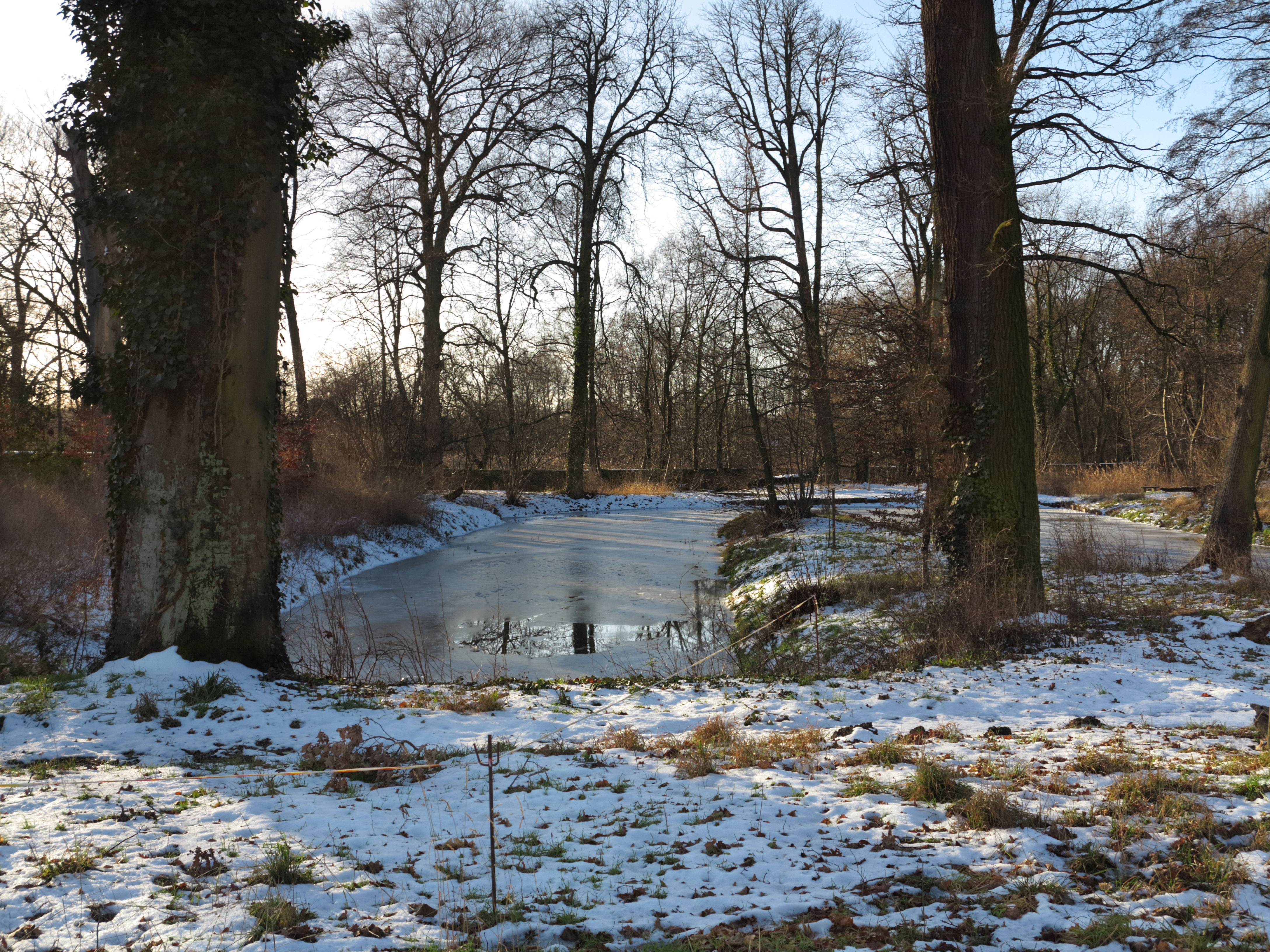
Blick in den Klosterpark

Der Klosterpark in Braunschweig ist eine nichtöffentliche Parkanlage auf dem Klostergelände im Stadtteil Riddagshausen. Der ehemalige Gutspark der Domäne Riddagshausen steht seit 1936 unter Naturschutz und zudem seit Mitte der 1960er Jahre unter Denkmalschutz. Er grenzt an den Klostergarten. Im Park befinden sich zwei Fischteiche und er wird von der Wabe durchflossen. Eine Besichtigung des Klosterparks ist während der angebotenen Führungen möglich.

## Geschichte
Der Park wurde Mitte des 19. Jahrhunderts im Stil eines englischen Landschaftsgartens angelegt. Die Umgestaltung fand auf Anweisung des damaligen Domänenpächters statt, der ihn als privaten Garten nutzte. Für die Anlage wurde die Klostermauer nach Süden versetzt und die Wabe vom Klausurbereich des Klosters in den Park verlegt. Die alten geometrischen Gartenanlagen wurden durch natürliche Gartenformen ersetzt. Der Park besaß Teichanlagen und einen Bachlauf mit Wasserfall sowie Rasen, Wiesen, Beete, Wege, Gehölze und Gartenhäuser.
Als die Stadt Mitte der 1950er Jahre den Besitz der Domäne übernahm, kam auch der Park in ihren Besitz. Die Anlage wurde jahrzehntelang nicht genutzt. Seit 2005 ist das Diakonische Werk Braunschweig Pächter des Klosterparks und stellt diesen allmählich wieder her. Im Jahr 2013 wurde das Gelände an die Stiftung Braunschweigischer Kulturbesitz übertragen.